# Charles Tillinghast James

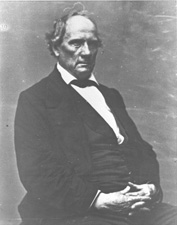
Charles Tillinghast James

Charles Tillinghast James (* 15. September 1805 in West Greenwich,  Kent County,  Rhode Island; † 17. Oktober 1862 in Sag Harbor, Suffolk County, New York) war ein US-amerikanischer Politiker. Zwischen 1851 und 1857 vertrat er den Bundesstaat Rhode Island im US-Senat.

## Werdegang
Charles James besuchte die öffentlichen Schulen seiner Heimat. Er zog nach Providence, wo er eine Lehre als Zimmermann absolvierte. Er interessierte sich aber mehr für Mechanik und technische Errungenschaften und wurde als Maschinist tätig. Dabei bediente er sich unter anderem auch der Technik der Dampfmaschine. Er gründete dann mehrere Baumwollspinnereien in den Staaten Rhode Island, New York, Pennsylvania, Indiana und Tennessee. In Rhode Island gehörte er auch der Staatsmiliz an, in der er es bis zum Generalmajor brachte.
Politisch schloss sich Charles James der Demokratischen Partei an. Im Jahr 1850 wurde er als Kandidat seiner Partei in den US-Senat gewählt, wo er am 4. März 1851 die Nachfolge von Albert C. Greene antrat. Da er im Jahr 1856 auf eine erneute Kandidatur verzichtete, konnte er bis zum 3. März 1857 nur eine sechsjährige Amtszeit im Senat absolvieren. Diese Zeit war von den Spannungen im Vorfeld des Amerikanischen Bürgerkriegs geprägt. James war Vorsitzender des Patentausschusses und er war Mitglied im Ausschuss für öffentliche Liegenschaften.
James war  weiterhin an der Technik und Mechanik interessiert. Dabei experimentierte er auch an der Verbesserung von Feuerwaffen. Seine Erkenntnisse flossen in die Waffensysteme des Bürgerkriegs ein. Allerdings wurde ihm dieses Unternehmen auch zum Verhängnis. Während einer Vorführung eines neuen Projektils kam es in seinem Labor in Sag Harbor im Staat New York zu einer Explosion, bei dem er sowie einer seiner Mitarbeiter ums Leben kamen.